# 維什涅韋 (博羅瓦區)
49°24′27″N 37°51′28″E / 49.40750°N 37.85778°E
維什內韋（烏克蘭語：Вишневе）是位於烏克蘭東部的村莊，由哈爾科夫州伊久姆區的博罗瓦市镇負責管轄。該村始建於1775年，面積0.76平方公里，海拔高度183米，2001年人口295，人口密度每平方公里386.6人。